# Omar Bugiel
Omar Chaaban Khaled Bugiel (in arabo عمر خالد شعبان‎?; Berlino, 3 gennaio 1994) è un calciatore tedesco naturalizzato libanese, attaccante dell'AFC Wimbledon e della nazionale libanese.

## Carriera

### Club
Ha trascorso tutta la carriera nel campionato inglese, iniziando nelle serie minori (trascorre infatti la sua prima stagione in una prima squadra in nona divisione) fino ad arrivare alla quarta divisione.

### Nazionale
Idoneo a giocare per la nazionale libanese attraverso suo padre, Bugiel ottenne la cittadinanza libanese per rappresentare la squadra. Venne convocato nel maggio 2017 per una partita di qualificazione alla Coppa d'Asia contro la Malaysia, ma non partecipò alla vittoria per 2-1. Esordì per il Libano il 9 novembre 2017, entrando dalla panchina nella vittoria per 1-0 contro il Singapore.

## Statistiche

### Cronologia presenze e reti in nazionale
| Cronologia completa delle presenze e delle reti in nazionale ― Libano | Cronologia completa delle presenze e delle reti in nazionale ― Libano | Cronologia completa delle presenze e delle reti in nazionale ― Libano | Cronologia completa delle presenze e delle reti in nazionale ― Libano | Cronologia completa delle presenze e delle reti in nazionale ― Libano | Cronologia completa delle presenze e delle reti in nazionale ― Libano | Cronologia completa delle presenze e delle reti in nazionale ― Libano | Cronologia completa delle presenze e delle reti in nazionale ― Libano |
| Data                                                                  | Città                                                                 | In casa                                                               | Risultato                                                             | Ospiti                                                                | Competizione                                                          | Reti                                                                  | Note                                                                  |
| --------------------------------------------------------------------- | --------------------------------------------------------------------- | --------------------------------------------------------------------- | --------------------------------------------------------------------- | --------------------------------------------------------------------- | --------------------------------------------------------------------- | --------------------------------------------------------------------- | --------------------------------------------------------------------- |
| 9-11-2017                                                             | Kallang                                                               | Singapore                                                             | 0 – 1                                                                 | Libano                                                                | Amichevole                                                            | -                                                                     | 46’ 75’                                                               |
| 6-9-2018                                                              | Amman                                                                 | Giordania                                                             | 0 – 1                                                                 | Libano                                                                | Amichevole                                                            | 1                                                                     | 75’                                                                   |
| 9-9-2018                                                              | Amman                                                                 | Oman                                                                  | 0 – 0                                                                 | Libano                                                                | Amichevole                                                            | -                                                                     | 68’                                                                   |
| 15-11-2018                                                            | Robina                                                                | Uzbekistan                                                            | 0 – 0                                                                 | Libano                                                                | Amichevole                                                            | -                                                                     | 86’                                                                   |
| 20-11-2018                                                            | Suva                                                                  | Australia                                                             | 3 – 0                                                                 | Libano                                                                | Amichevole                                                            | -                                                                     | 6’                                                                    |
| 5-9-2019                                                              | Pyongyang                                                             | Corea del Nord                                                        | 2 – 0                                                                 | Libano                                                                | Qual. Mondiali 2022                                                   | -                                                                     | 66’                                                                   |
| 10-9-2019                                                             | Mascate                                                               | Oman                                                                  | 1 – 0                                                                 | Libano                                                                | Amichevole                                                            | -                                                                     | 58’                                                                   |
| 2-9-2021                                                              | Dubai                                                                 | Emirati Arabi Uniti                                                   | 0 – 0                                                                 | Libano                                                                | Qual. Mondiali 2022                                                   | -                                                                     | 69’                                                                   |
| 7-9-2021                                                              | Suwon                                                                 | Corea del Sud                                                         | 1 – 0                                                                 | Libano                                                                | Qual. Mondiali 2022                                                   | -                                                                     | 63’                                                                   |
| Totale                                                                |                                                                       | Presenze                                                              | 9                                                                     |                                                                       | Reti                                                                  | 1                                                                     |                                                                       |

## Palmarès

### Club

#### Competizioni nazionali
- National League: 1

Sutton United: 2020-2021